# Parti de l'unité nationale (Philippines)
Pour les articles homonymes, voir Parti de l'unité nationale.
Le National Unity Party ou NUP (« Parti de l’unité nationale ») est un parti politique philippin créé en 2011.

## Historique
Le parti est créé en 2011 par des membres du Lakas-Kampi-CMD, dont des élus aux Congrès et des gouverneurs provinciaux. Il s’agit essentiellement d’anciens membres du parti KAMPI, soutient historique de l’ancienne présidente Gloria Macapagal-Arroyo, qui avait fusionné avec le Lakas-CMD en 2009, et s'en sépare donc de nouveau en 2011 en raison de conflits internes,. 
Le parti soutient la gouvernance libérale du président de la République Benigno Aquino III, puis officialise le 2 juin 2016 un accord avec le PDP-Laban, le parti du nouveau président élu Rodrigo Duterte,, pour créer une majorité de gouvernement (le NUP n'avait officiellement soutenu aucun candidat durant l'élection présidentielle).

## Résultats électoraux

### Président
| Élection | Candidat | Nombre de voix | Pourcentage de voix | Résultat                     |
| -------- | -------- | -------------- | ------------------- | ---------------------------- |
| 2016     |          |                |                     | Ne présente pas de candidat. |

### Vice-président
| Élection | Candidat | Nombre de voix | Pourcentage de voix | Résultat                    |
| -------- | -------- | -------------- | ------------------- | --------------------------- |
| 2016     |          |                |                     | Ne présente pas de candidat |

### Sénat
| Élection | Nombre de voix | Pourcentage de voix | Sièges gagnés | Sièges occupés après l'élection | Résultat                                                                  |
| -------- | -------------- | ------------------- | ------------- | ------------------------------- | ------------------------------------------------------------------------- |
| 2013     |                |                     | 0 / 12        | 0 / 24                          | Ne présente pas de candidat. Soutient la coalition Team PNoy (vainqueur). |
| 2016     |                |                     | 0 / 12        | 0 / 24                          | Ne présente pas de candidat.                                              |

### Chambre des représentants
| Élection | Nombre de voix | Pourcentage de voix | Sièges   | Résultat |
| -------- | -------------- | ------------------- | -------- | -------- |
| 2013     | 2 402 097      | 8,69 %              | 24 / 292 | Perdu    |
| 2016     | 3 604 266      | 9,67 %              | 23 / 297 | Perdu    |